# Samuel Mosberg
Samuel A. "Sammy" Mosberg (Austria, 14 de junio de 1896–Nueva York, 30 de agosto de 1967) fue un boxeador estadounidense. Su carrera amateur inició en 1912, totalizando unas 250 peleas en este nivel. Durante la Primera Guerra Mundial prestó sus servicios como instructor de boxeo, y una vez terminado el conflicto, intervino en las rondas eliminatorias para clasificar a los Juegos Olímpicos de Amberes 1920. A pesar de no conseguir  el objetivo, le fue otorgada una segunda oportunidad y pudo arribar a la competencia. Al final obtuvo una medalla de oro en la categoría de peso ligero. Asimismo, en ruta a la presea, consiguió el que se considera  uno de los más rápidos nocauts en la historia de las olimpiadas.
A nivel profesional, Mosberg disputó, sin mucho éxito, 57 combates. También fue entrenador del equipo estadounidense de boxeo durante los Juegos Maccabiah de 1953.